# NGC 883
NGC 883 est une galaxie lenticulaire située dans la constellation de la Baleine.NGC 883 a été découverte par l'astronome germano-britannique William Herschel en 1785.

## Caractéristiques
Sa vitesse par rapport au fond diffus cosmologique est de 5 093 ± 22 km/s, ce qui correspond à une distance de Hubble de 75,1 ± 5,3 Mpc (∼245 millions d'al).
À ce jour, deux mesures non basées sur le décalage vers le rouge (redshift) donnent une distance de 80,150 ± 12,657 Mpc (∼261 millions d'al), ce qui est à l'intérieur des valeurs de la distance de Hubble. Notons cependant que c'est avec la valeur moyenne des mesures indépendantes, lorsqu'elles existent, que la base de données NASA/IPAC calcule le diamètre d'une galaxie et qu'en conséquence le diamètre de NGC 883 pourrait être d'environ 37,1 kpc (∼121 000 al) si on utilisait la distance de Hubble pour le calculer.